# Piacenza Football Club 1954-1955
Questa voce raccoglie le informazioni riguardanti il Piacenza Football Club nelle competizioni ufficiali della stagione 1954-1955.

## Stagione
Nella stagione 1954-1955 il Piacenza disputa il campionato di Serie C, un torneo a girone unico che prevede due promozioni e quattro retrocessioni, il Piacenza con 34 punti ottiene il decimo posto con altre tre squadre. Salgono in Serie B il Bari ed il Livorno prime con 45 punti, retrocedono la Carrarese, il Bolzano, il Lecce ed il Fanfulla di Lodi che perde lo spareggio salvezza (0-2) con il Prato.
In casa piacentina si dimette prima del campionato il presidente Gaetano Grandi al termine del suo mandato, entra in scena il neo presidente Aldo Albonetti. La pesante situazione economica impone le dolorose cessioni dei gioielli di famiglia che si chiamano Silvano Mari, Amedeo Bonistalli e Alfredo Arrigoni. Il nuovo Piacenza affidato all'allenatore Attilio Kossovel si rafforza con l'arrivo degli attaccanti ex interisti Umberto Guarnieri e Licio Rossetti e del difensore Luigi Asti. Nonostante le reti di Umberto Guarnieri e del promettente giovane Italo Carminati il torneo del Piacenza risulta più difficile del previsto con più ombre che luci, a complicare la situazione al termine del girone di andata si dimette il tecnico istriano, che viene sostituito dall'ex milanista Giuseppe Antonini. La squadra naviga in acque perigliose, ma quando tutto sembra compromesso, in un finale di campionato travolgente, tre vittorie nelle ultime tre gare del torneo, si arriva alla salvezza, ottenuta con un solo punto di vantaggio sul Fanfulla retrocesso dopo lo spareggio perso con il Prato.

## Rosa
| N. |                   | Ruolo | Calciatore            |
| -- | ----------------- | ----- | --------------------- |
|    | Italia (bandiera) | D     | Luigi Asti            |
|    | Italia (bandiera) | A     | Carlo Biffi           |
|    | Italia (bandiera) | C     | Orlando Bissi         |
|    | Italia (bandiera) | D     | Andrea Bonomi         |
|    | Italia (bandiera) | C     | Bruno Camporese       |
|    | Italia (bandiera) | A     | Italo Carminati       |
|    | Italia (bandiera) | D     | Gastone Celio         |
|    | Italia (bandiera) | C     | Angelo Colla          |
|    | Italia (bandiera) | C     | Pompeo Cucchetti (II) |
|    | Italia (bandiera) | C     | Piero Ferri           |
|    | Italia (bandiera) | A     | Franco Ghiadoni       |
|    | Italia (bandiera) | A     | Umberto Guarnieri     |
|    | Italia (bandiera) | C     | Dino Lucianetti       |

| N. |                   | Ruolo | Calciatore        |
| -- | ----------------- | ----- | ----------------- |
|    | Italia (bandiera) | C     | Rinaldo Marchesi  |
|    | Italia (bandiera) | C     | Vasco Molinari    |
|    | Italia (bandiera) | C     | Elio Mussinelli   |
|    | Italia (bandiera) | P     | Armando Nadalet   |
|    | Italia (bandiera) | A     | Giuseppe Ongaro   |
|    | Italia (bandiera) | D     | Luciano Pirazzini |
|    | Italia (bandiera) | A     | Licio Rossetti    |
|    | Italia (bandiera) | P     | Luigi Saletti     |
|    | Italia (bandiera) | C     | Romano Storchi    |
|    | Italia (bandiera) | C     | Primo Succi       |
|    | Italia (bandiera) | C     | Corrado Toscani   |
|    | Italia (bandiera) | A     | Luigi Vergani     |
|    | Italia (bandiera) | C     | Giovanni Zanier   |

## Risultati

### Girone di andata
| Arbitro: | Bartolomei (Roma) |

|                                               |           |  |
| R. Taccola 9’ Bernardis 13’, 62’ Bronzoni 48’ | Marcatori |  |

| Arbitro: | Angelini (Firenze) |

|           |           |         |
| Biffi 10’ | Marcatori | 18’ Pin |

| Arbitro: | Savi (Bergamo) |

|            |           |  |
| Padoan 63’ | Marcatori |  |

| Arbitro: | Maghernino (San Severo) |

|                      |           |            |
| Vicari 4’ Bonini 14’ | Marcatori | 37’ Ongaro |

| Arbitro: | Gambarotta (Genova) |

|                          |           |                   |
| Guarnieri 5’, 33’ (rig.) | Marcatori | 13’ (rig.) Meucci |

| Arbitro: | Gronda (Milano) |

|             |           |  |
| Voglino 35’ | Marcatori |  |

| Arbitro: | Scaramella (Roma) |

|               |           |                  |
| Guarnieri 13’ | Marcatori | 89’ Franceschina |

| Arbitro: | Migliorini (Firenze) |

|          |           |                             |
| Leoni 6’ | Marcatori | 70’ Carminati 89’ Guarnieri |

| Arbitro: | Canepa (Genova) |

|               |           |  |
| Carminati 69’ | Marcatori |  |

| Arbitro: | Tavolini (Ferrara) |

|                                                           |           |           |
| Grillone 36’ Brighenti 40’ Gagliardi 66’, 72’ Quaglia 80’ | Marcatori | 1’ Ongaro |

| Arbitro: | Migliorini (Firenze) |

|                    |           |              |
| Gambini 14’ (aut.) | Marcatori | 35’ Zucchini |

| Arbitro: | Bartolomei (Roma) |

|               |           |  |
| Carminati 60’ | Marcatori |  |

| Arbitro: | Gronda (Milano) |

|                                      |           |  |
| N. Colla 16’, 84’ Bolognesi 87’, 90’ | Marcatori |  |

| Arbitro: | Gambarotta (Genova) |

|            |           |  |
| Ongaro 36’ | Marcatori |  |

| Arbitro: | Guidi (Brescia) |

|               |           |  |
| Scroccaro 73’ | Marcatori |  |

| Arbitro: | De Robbio (Torre Annunziata) |

|                                          |           |                  |
| Lenci 26’ Bislenghi 45’ Bartolaccini 87’ | Marcatori | 57’ (rig.) Succi |

| Arbitro: | Righi (Milano) |

|               |           |                                    |
| Guarnieri 83’ | Marcatori | 67’ (aut.) Lucianetti 76’ G. Rossi |

### Girone di ritorno
| Arbitro: | Coppa (Como) |

|                                 |           |  |
| Guarnieri 10’ Rossetti 58’, 70’ | Marcatori |  |

| Arbitro: | Caputo (Napoli) |

|            |           |               |
| Farina 42’ | Marcatori | 32’ Carminati |

| Arbitro: | Raule (Roma) |

|                                   |           |               |
| Guarnieri 21’ (rig.) Rossetti 25’ | Marcatori | 88’ Palestini |

| Arbitro: | De Marchi (Pordenone) |

|               |           |              |
| Carminati 88’ | Marcatori | 43’ Logaglio |

| Piombino 6 marzo 1955 22ª giornata | Piombino         | 0 – 0 | Piacenza | Stadio Magona d'Italia\| Arbitro: \| Rebuffo (Milano) \| |
| Arbitro:                           | Rebuffo (Milano) |       |          |                                                          |

| Arbitro: | Valsecchi (Milano) |

|                |           |  |
| Mussinelli 79’ | Marcatori |  |

| Arbitro: | Angelini (Firenze) |

|                               |           |              |
| Seghedoni 46’ Bretti 57’, 76’ | Marcatori | 62’ Marchesi |

| Arbitro: | Gronda (Milano) |

|                                                      |           |               |
| Guarnieri 10’ Vergani 59’ Marchesi 64’ Carminati 65’ | Marcatori | 60’ Guaschino |

| Arbitro: | Annoscia (Bari) |

|                                   |           |  |
| Fracassetti 14’ Genovesi 49’, 81’ | Marcatori |  |

| Arbitro: | Pavoni (Bergamo) |

|             |           |                    |
| Vergani 16’ | Marcatori | 41’ (rig.) Quaglia |

| Arbitro: | Gronda (Milano) |

|             |           |                               |
| Petrozzi 8’ | Marcatori | 2’ Lucianetti 49’ (rig.) Asti |

| Arbitro: | De Marchi (Pordenone) |

|                  |           |  |
| Ariagno 47’, 62’ | Marcatori |  |

| Piacenza 8 maggio 1955 30ª giornata | Piacenza       | 0 – 0 | Prato | Barriera Genova\| Arbitro: \| Boati (Milano) \| |
| Arbitro:                            | Boati (Milano) |       |       |                                                 |

| Arbitro: | De Marchi (Pordenone) |

|                             |           |  |
| Lulich 32’ Nattino 84’, 87’ | Marcatori |  |

| Arbitro: | Grandville (Roma) |

|                                  |           |  |
| Guarnieri 28’, 52’ Carminati 69’ | Marcatori |  |

| Arbitro: | Coppa (Como) |

|                               |           |           |
| Rossetti 5’, 39’ Marchesi 30’ | Marcatori | 26’ Fonda |

| Arbitro: | Menchini (Udine) |

|  |           |            |
|  | Marcatori | 52’ Ongaro |